# Sega
Sega Corporation (株式会社セガ, Kabushiki Gaisha Sega) é uma desenvolvedora e publicadora japonesa de jogos eletrônicos e consoles sediada em Tóquio, possuindo ramos internacionais sediados em Irvine nos Estados Unidos e em Londres no Reino Unido. A empresa foi fundada em 1960 pelo norte-americano Martin Bromley, originalmente como duas companhias separadas chamadas Nihon Goraku Bussan e Nihon Kikai Seizō, que tinham a intenção de assumir os negócios da antiga Service Games of Japan, uma empresa especializada em máquinas caça-níqueis para bases militares. As duas companhias acabaram se fundindo não muito depois e compraram a Rosen Enterprises em 1965, passando então a operar com o nome de Sega Enterprises e em novembro de 2000, a Sega mudou seu nome para Sega Corporation. A Sega é proprietária e desenvolve diversas franquias de sucesso em vendas, incluindo as séries Sonic the Hedgehog, Virtua Fighter, Streets of Rage e Golden Axe.
O primeiro jogo desenvolvido e operado pela Sega foi o arcade à fichas Periscope em 1966. A empresa foi comprada em 1969 pela Gulf and Western e pela década seguinte desfrutou de grande sucesso com o lançamento e operação de diversos jogos de arcade no ocidente e oriente. Um declínio na indústria de arcades na década de 1980 fez a Sega iniciar a produção própria de consoles de jogos eletrônicos, começando com o SG-1000 em 1983 e o Master System dois anos depois, porém enfrentou grande competição, principalmente da Nintendo, que dominava o mercado com o Nintendo Entertainment System. Nessa época, os executivos David Rosen e Hayao Nakayama lideraram uma compra total da companhia com o apoio da CSK Corporation.
O console seguinte da Sega foi o Mega Drive, em 1988. Ele ficou em um distante e humilhante terceiro lugar de vendas no Japão, porém encontrou grande sucesso com o lançamento de Sonic the Hedgehog em 1991, brevemente superando seu competidor Super Nintendo Entertainment System na América do Norte. Entretanto, a empresa sofreu uma série de fracassos comerciais na década seguinte com os consoles 32X, Sega CD, Sega Saturn e Dreamcast, todos lançados pela empresa Tectoy no Brasil. A Sega parou de desenvolver consoles em 2001 e passou a atuar apenas como desenvolvedora terceirizada e publicadora, sendo adquirida em 2004 pela Sammy Corporation. Desde então a empresa voltou a dar lucros, estabelecendo-se como uma das principais empresas da indústria. Atualmente a maior produtora de arcades do mundo. No ano de 2013, ela compra as séries Shin Megami Tensei e Persona da Atlus. Ela também opera fliperamas e produz uma variedade de outros produtos de entretenimento, como brinquedos. A empresa hoje é uma subsidiária da Sega Group Corporation, que por sua vez faz parte da Sega Sammy Holdings, um conglomerado multinacional.

## História

### Origens e arcades

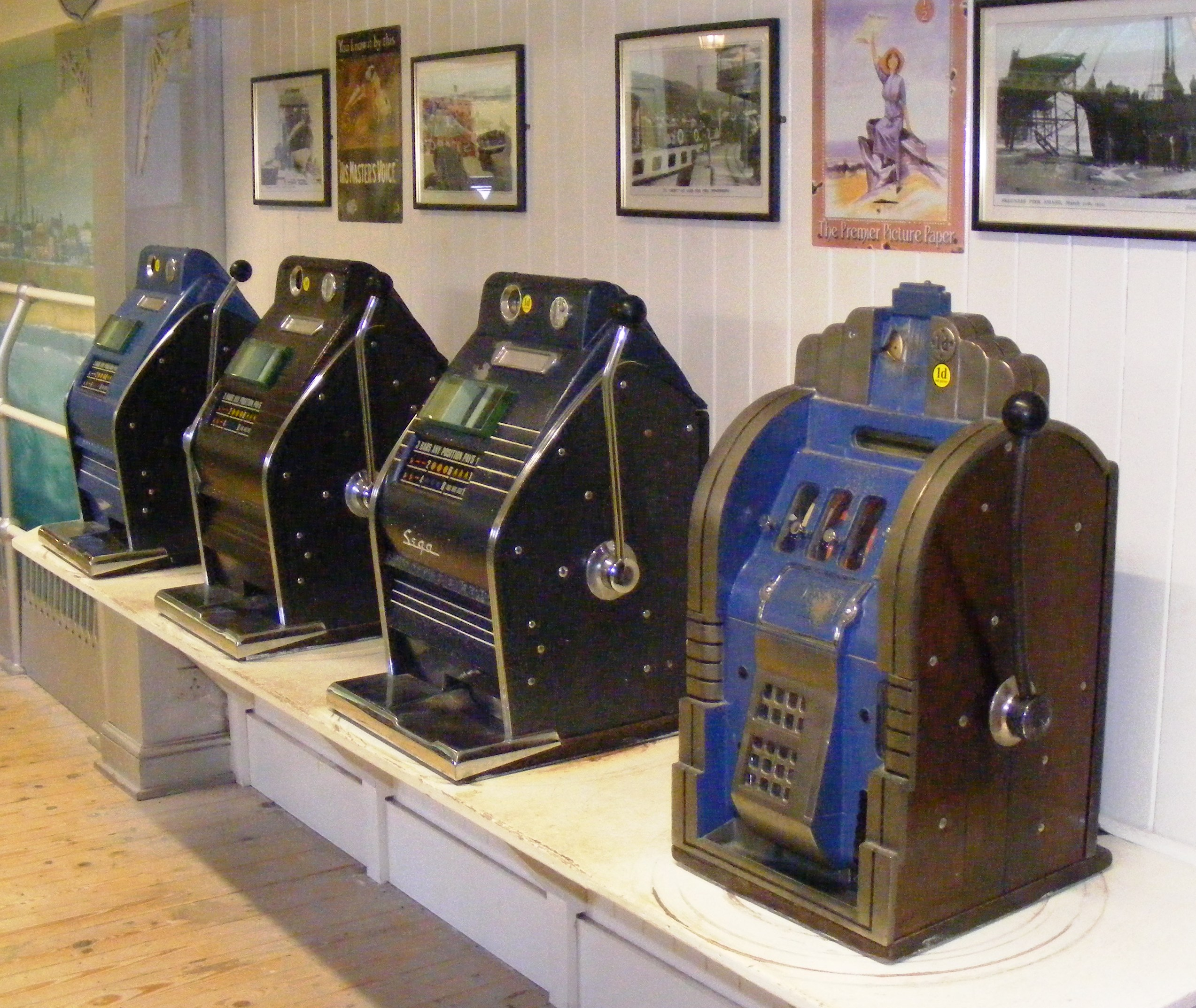
O Diamond 3 Star, um modelo de caça-níquel a fichas produzido pela Sega na década de 1960

A Standard Games foi fundada em 1940 em Honolulu no Havaí, Estados Unidos, pelos empresários norte-americanos Martin Bromley, Irving Bromberg e James Humpert. Seu objetivo era levar máquinas de diversão a fichas, incluindo caça-níqueis, para bases militares, pois o aumento de pessoal devido ao começo da Segunda Guerra Mundial também criaria uma demanda por entretenimento. Os três venderam a empresa em 1945, depois do fim da guerra, e estabeleceram no ano seguinte a Service Games, nomeada por seu foco militar. O governo norte-americano ilegalizou caça-níqueis em seus territórios em 1952, assim Bromley enviou os funcionários Richard Stewart e Ray LeMaire para Tóquio a fim de estabelecerem a Service Games of Japan, que proporcionaria caça-níqueis a fichas para as bases norte-americanas no Japão. Os cinco fundaram um ano depois a Service Games Panama para controlar todas as entidades da Service Games no mundo. A companhia se expandiu pelos sete anos seguintes para incluir distribuição na Coreia do Sul, Filipinas e Vietnã do Sul. O nome Sega, abreviação de Service Games, foi usado pela primeira vez em 1954 no caça-níquel Diamond Star.
A Service Games of Japan foi dissolvida em 31 de maio de 1960 devido a notoriedade cada vez maior de investigações sobre práticas comerciais criminosas. Em 3 de junho, Bromley estabeleceu duas empresas para assumirem as mesmas atividades: a Nihon Goraku Bussan e a Nihon Kikai Seizō. As duas compraram todos os ativos da Service Games of Japan. A Nihon Kikai Seizō, que adotou o nome comercial Sega, Inc., focou-se na produção de caça-níqueis. Já a Nihon Goraku Bussan, sob o comando de Stewart e cujo nome comercial era Utamatic, Inc., atuava como distribuidora e operadora de máquinas a fichas, particularmente jukeboxes. As duas empresas se fundiram em 1964 e mantiveram o nome Nihon Goraku Bussan.
Durante o mesmo período, David Rosen, um oficial da Força Aérea dos Estados Unidos que estava servindo no Japão, lançou em 1954 uma cabine de fotos em Tóquio. Esta companhia se tornou a Rosen Enterprises, que começou a importar jogos a fichas para o Japão em 1957. A Nihon Goraku Bussan comprou a Rosen Enterprises em 1965, formando a Sega Enterprises, Ltd.. Rosen foi nomeado o diretor executivo e gerente, enquanto Stewart ficou como presidente e LeMaire o diretor de planejamento. A Sega, pouco depois, parou de servir bases militares e mudou seu foco de caça-níqueis para máquinas de entretenimento operadas a fichas. Suas importações incluíam jukeboxes Rock-Ola Manufacturing, jogos de fliperamas da Williams Manufacturing e jogos de armas de luz da Midway Manufacturing.

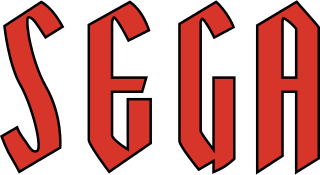
O logo da Sega na década de 1960

As máquinas que a Sega importava de terceiros necessitavam de manutenção frequente, assim ela começou a construir suas próprias armas e fliperamas substitutos para seus jogos importados. Isto acabou levando a empresa e desenvolver seus próprios jogos. O primeiro deles foi Periscope, um jogo eletromagnético simulador de submarino que estreou no final da década de 1960. Possuía efeitos de luz e som que foram considerados inovadores, tendo sido um sucesso no Japão. Foi exportado para shoppings e lojas de departamento na Europa e nos Estados Unidos, ajudando a padronizar o custo de 25 centavos por jogo para arcades na América do Norte. A Sega se surpreendeu pelo sucesso e, pelos dois anos seguintes, a companhia produziu e exportou de oito a dez títulos por ano. Mesmo assim, a ampla pirataria presente na indústria fez a Sega parar de exportar seus jogos por volta de 1970.
A Sega foi comprada em 1969 pelo conglomerado midiático norte-americano Gulf and Western Industries, porém Rosen continuou como diretor executivo. A Gulf and Western, em 1974, transformou a Sega Enterprises, Ltd. em uma subsidiária de uma companhia norte-americana que foi renomeada para Sega Enterprises, Inc.. Um ano antes a empresa tinha lançado seu primeiro jogo eletrônico, Pong-Tron. A Sega enfrentou competição vinda do arcade Space Invaders da Taito, em 1978, mas mesmo assim prosperou na chamada era de ouro dos arcades do final da década de 1970, com sua receita chegando a mais de cem milhões de dólares em 1979. Nesse período a empresa adquiriu a Gremlin Industries, que produzia jogos de arcade baseados em microprocessadores, e também a Esco Boueki, uma distribuidora de fichas fundada por Hayao Nakayama, que depois disso foi colocado no gerenciamento das operações japonesas da Sega. A companhia era, no começo da década de 1980, uma das cinco maiores produtores de arcade nos Estados Unidos, com sua receita total subindo para mais de 214 milhões de dólares. Em 1979 ocorreu o lançamento de Head On, que apresentou o conceito de "coma os pontos" que a Namco depois usou em Pac-Man. A Sega em 1981 licenciou e publicou Frogger, da Konami, que foi seu título de maior sucesso até então, enquanto no ano seguinte foi a estreia de Zaxxon, o primeiro jogo com gráficos isométricos.

### Primeiros consoles

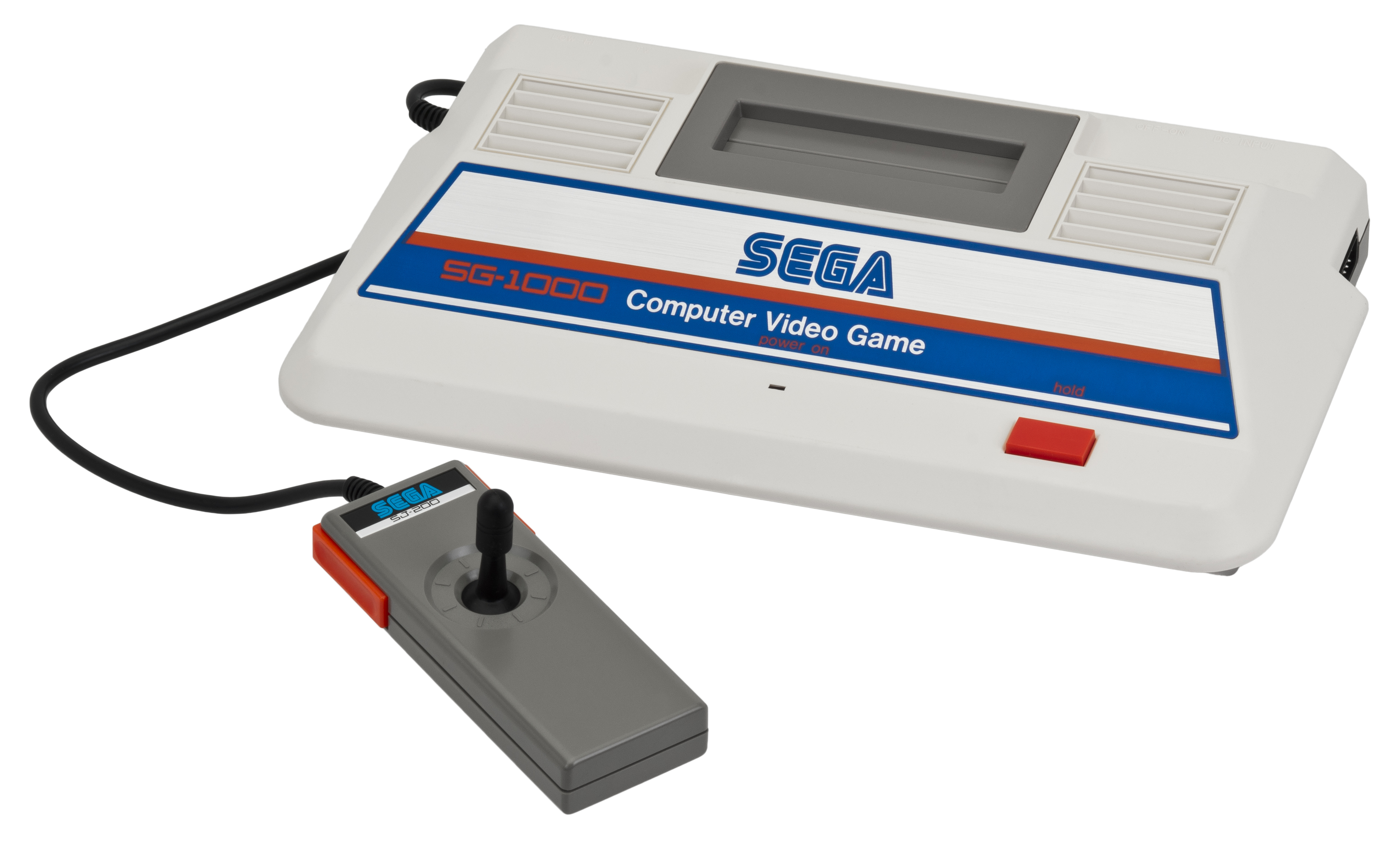
O SG-1000, lançado em 1983

O negócios dos arcades começaram a entrar em declínio em 1982, assim a Gulf and Western vendeu, em setembro de 1983, sua organização produtora na América do Norte e seus direitos de licenciamento para a Bally Manufacturing. A Gulf and Western manteve a operação de pesquisa e desenvolvimento da Sega nos Estados Unidos e também a matriz japonesa. Nakayama, que fora nomeado o presidente da Sega Enterprises, Ltd., defendeu que a empresa deveria usas sua experiência em hardwares para entrar no mercado consumidor doméstico japonês. Isto fez com que a companhia desenvolvesse seu primeiro computador, o SC-3000. A Sega descobriu que a Nintendo estava desenvolvimento um console doméstico, o Family Computer, assim ela resolveu desenvolver seu primeiro console, o SG-1000, em paralelo com o SC-3000. Versões do SG-1000 foram lançadas em diferentes mercados pelo mundo. O console vendeu 160 mil unidades em 1983, o que muito excedeu as projeções da Sega de cinquenta mil unidades em seu primeiro ano, porém foi superado pelo Family Computer. Isto ocorreu em parte porque a Nintendo expandiu sua biblioteca de jogos para desenvolvedores externos, enquanto a Sega estava hesitante em colaborar com empresas com quem competia no mercado de arcades.
Em novembro de 1983, Rosen anunciou sua intenção de deixar a presidência da Sega Enterprises, Inc. em janeiro de 1984. Jeffrey Rochlis foi depois anunciado como o novo presidente e diretor de operações da empresa. A Gulf and Western começou a vender seus negócios secundários depois do lançamento do SG-1000 e a morte de seu fundador, Charles Bluhdorn. Nakayama e Rosen organizaram em 1984 uma operação de compra da subsidiária japonesa, com o financiamento da CSK Corporation, uma empresa de software japonesa. Os ativos japoneses da Sega foram comprados por um grupo de investidores liderados por Rosen e Nakayama pelo preço de 38 milhões de dólares. Isao Okawa, chefe e fundador da CSK, foi colocado como presidente, enquanto Nakayama foi nomeado diretor executivo da Sega Enterprises, Ltd..

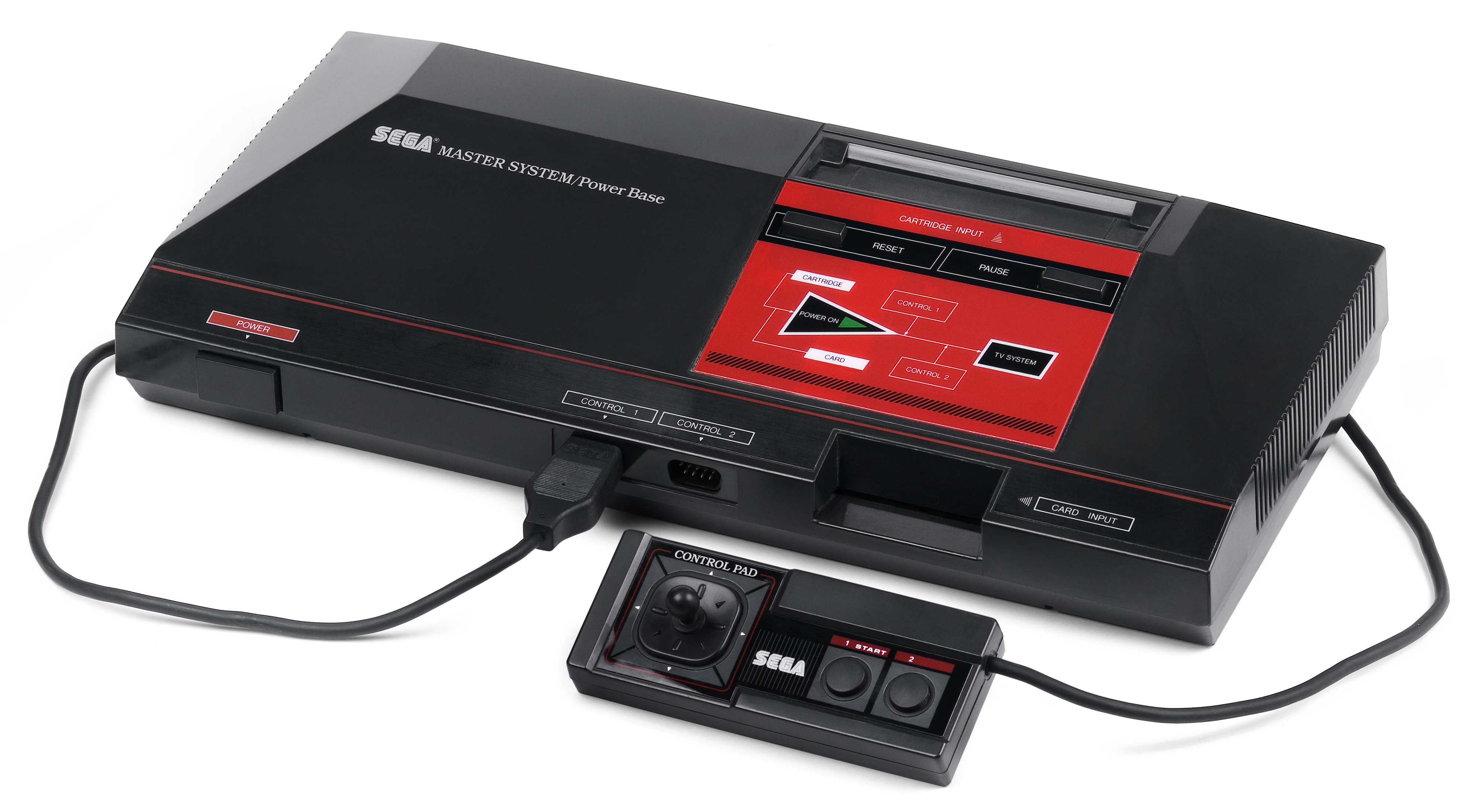
O Master System, lançado em 1986

A Sega começou a trabalhar no Mark III em 1985, que era um reprojeto do SG-1000. No Japão, o Mark III estreou em outubro de 1985. Essa nova versão foi renomeada na América do Norte como Master System, possuindo um desenho futurista que tinha a intenção de agradar os gostos ocidentais; foi lançado em setembro de 1986. Apesar de possuir um hardware mais poderoso que o Family Computer em alguns aspectos, ele não teve uma boa estreia. A Nintendo exigia que seus desenvolvedores externos não publicassem seus jogos em outros consoles, assim a Sega desenvolveu seus próprios jogos e foi atrás dos direitos de conversão dos títulos de outras empresas. A companhia tinha planejado vender o Master System na América do Norte como um brinquedo, similar ao que a Nintendo fez com o Nintendo Entertainment System. Para esse fim ela firmou uma parceria com a Tonka, uma empresa de brinquedos dos Estados Unidos, a fim de usar o conhecimento desta da indústria. A companha de divulgação ineficiente da Tonka prejudicou as vendas do Master System. A produção do console foi encerrada na América do Norte em 1992, com o número de vendas na região tendo ficado entre 1,5 e 2 milhões de unidades. Isto foi uma fatia de mercado menor que tanto a Nintendo quanto a Atari, que controlavam, respectivamente, oitenta e doze por cento do mercado. O Master System foi um sucesso na Europa, onde superou o Nintendo Entertainment System por uma boa margem; a base instalada do console na região era, em 1993, de 6,25 milhões de unidades. O Master System também encontrou sucesso contínuo no Brasil, onde novas versões continuam a serem lançadas pela Tectoy, a parceira regional da Sega. As vendas brasileiras do console chegaram a oito milhões em 2016.
A Sega inaugurou a Sega of Europe em 1984, sua divisão europeia de distribuição de arcades. Ela voltou para o mercado norte-americano de arcades em 1985 com o estabelecimento da Sega Enterprises USA, ao final do acordo com a Bally. O lançamento de Hang-On no mesmo ano foi um grande sucesso, tornando-se tão popular que a empresa teve dificuldades de suprir a alta demanda para o jogo. Outra estreia em 1985 foi UFO Catcher, que era em 2005 o jogo arcade de garra mais popular do Japão. A Sega of America foi estabelecida em 1986 com o objetivo de administrar os produtos da companhia na América do Norte, começando com a divulgação do Master System. A divisão norte-americana abriu mão da distribuição e divulgação do console durante a parceria com a Tonka, em vez disso focando no suporte ao consumidor e localização de seus títulos. Out Run foi lançado em 1986 e se tornou o gabinete de arcade mais vendido da Sega na década de 1980. Akira Nagai, ex-diretor da Sega, afirmou que Hang-On e Out Run ajudaram a recuperar o mercado de arcades depois da queda de 1982 ao criarem novos gêneros de jogos eletrônicos.

### Sonic e sucesso

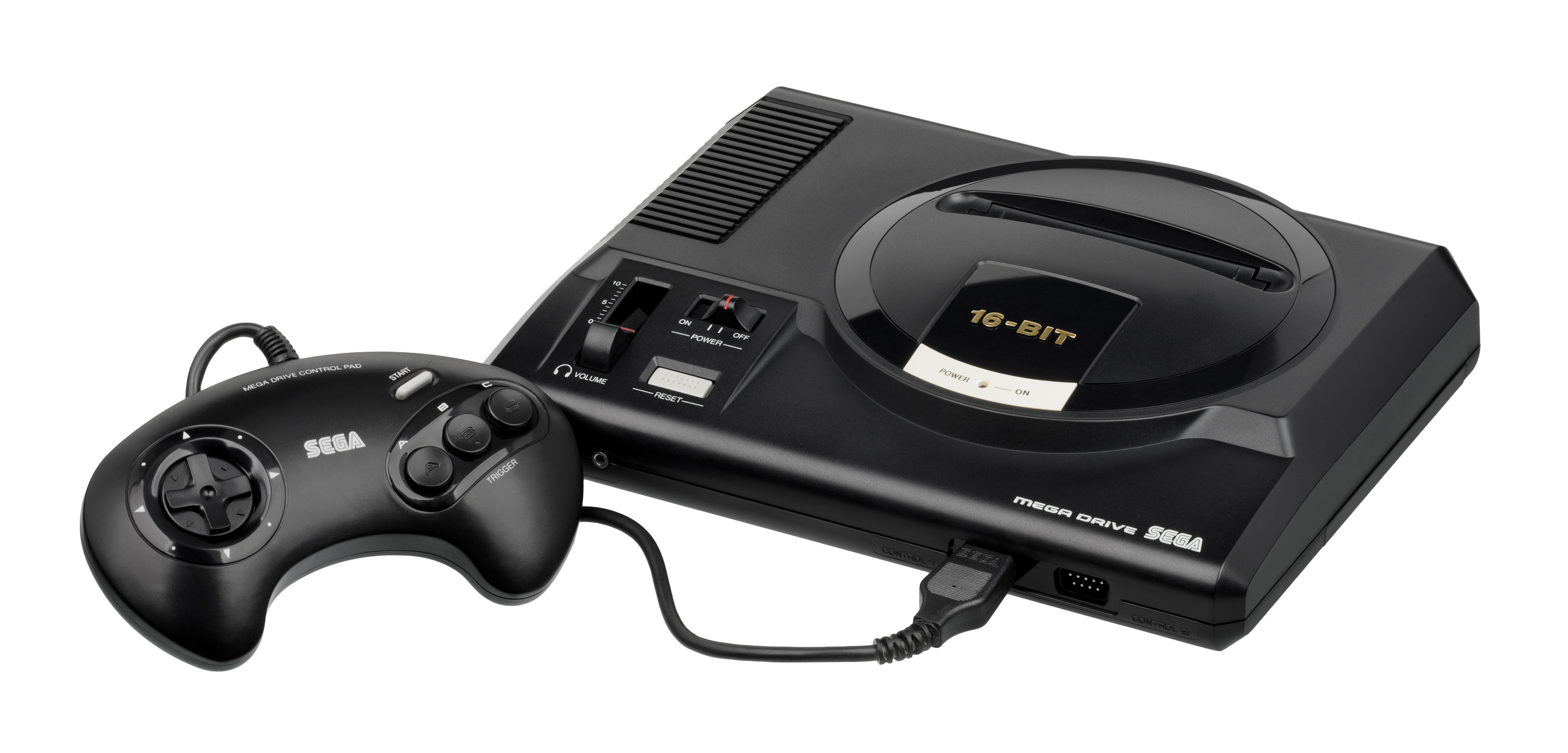
O primeiro modelo da versão europeia do Mega Drive, lançado em 1988

Graças ao mercado de arcades crescendo novamente, a Sega se tornou, no final da década de 1980, uma das marcas mais conhecidas da indústria. Nos arcades ela se focava em lançar jogos para agradar gostos diferentes, incluindo título de corrida e side-scrollers. O Mega Drive, console sucessor do Master System, estreou no Japão em outubro de 1988. Seu lançamento foi ofuscado pela estreia de Super Mario Bros. 3 da Nintendo uma semana antes. As revistas Famitsu e Beep! realizaram coberturas positivas que ajudaram a popularizá-lo, porém apenas quatrocentas mil unidades foram vendidas em seu primeiro ano. O Mega Drive teve dificuldades para competir com o Family Computer e ficou atrás do Super Famicom da Nintendo e do PC Engine da NEC no Japão durante a era dos 16 bits. O console foi renomeado para Genesis para seu lançamento na América do Norte, porém a Sega não tinha uma organização de vendas e divulgação na região. A Atari recusou uma oferta de divulgar o console na região, assim a Sega lançou sua própria campanha por meio de sua subsidiária Sega of America. O Genesis estreou em Nova Iorque e Los Angeles em agosto de 1989, com o resto dos Estados Unidos seguindo pelo restante do ano. As versões europeia e brasileira do Mega Drive estrearam em setembro de 1990.
Michael Katz, ex-executivo da Atari que fora nomeado presidente da Sega of America, desenvolveu uma estratégia em duas partes para alavancar as vendas na América do Norte. A primeira envolvia uma campanha publicitária que desafiasse a Nintendo e enfatizasse a natureza mais próxima dos arcades do Genesis, com slogans que incluíam "Genesis does what Nintendon't" (em português: "Genesis faz o que a Nintendo não"). Como a Nintendo era dona dos direitos de console da maioria dos títulos de arcade da época, a segunda parte da estratégia envolvia criar uma biblioteca de jogos que usasse o nome e aparência de celebridades, o que deu origem a títulos como Michael Jackson's Moonwalker e Joe Montana Football. Mesmo assim, a Sega teve dificuldades para superar a onipresença da Nintendo nos lares. Nakayama tinha encarregado Katz e a Sega of America de venderem um milhão de consoles na América do Norte no primeiro ano, porém eles conseguiram vender apenas quinhentos mil.

Sonic, o mascote da Sega desde sua estreia em 1991

A Sega, depois da estreia do Mega Drive, procurou uma nova série de jogos eletrônicos para poder competir com a franquia Mario, da Nintendo. O personagem resultante dessa procura foi Sonic the Hedgehog, que virou o mascote da empresa e cuja franquia tornaria-se uma das mais vendidas de todos os tempos. Sonic the Hedgehog começou como uma demonstração tecnológica criada por Yuji Naka e envolvia uma personagem veloz rolando em uma bola dentro de um tubo; isto foi elaborado com o desenho de personagem de Naoto Oshima e projeto de níveis feito por Hirokazu Yasuhara. A cor de Sonic foi escolhida para ser igual ao logo da Sega, seus tênis foram inspirados nas botas de Michael Jackson, enquanto sua personalidade veio da atitude "podemos fazer" do presidente norte-americano Bill Clinton.
Nakayama contratou, em meados da década de 1990, Tom Kalinske para ser o diretor executivo da Sega of America, com Katz deixando a empresa pouco depois. Kalinske pouco sabia sobre o mercado de jogos eletrônicos, mas cercou-se de conselheiros mais bem informados sobre os andamentos da indústria. Ele acreditava em um modelo de negócios "isca e anzol" e assim desenvolveu um plano de quatro pontas: reduzir o preço do Genesis, criar uma equipe norte-americana para desenvolver jogos para o mercado norte-americano, expandir a campanha publicitária agressiva e substituir Altered Beast por Sonic the Hedgehog como o jogo que vinha em pacote junto com o console. O conselho diretivo japonês não aprovou a estratégia, porém Nakayama sim, que disse a Kalinske que "Eu te contratei para tomar decisões para a Europa e as Américas, então vá em frente e faça". O Genesis acabou superando o Super Nintendo Entertainment System em vendas nos Estados Unidos, em quase dois para um, durante o período de final de ano de 1991, muito graças a popularidade de Sonic the Hedgehog. A Sega controlava 65 por cento do mercado de consoles norte-americano em janeiro de 1992. Ela superou a Nintendo em vendas por quatro finais de ano consecutivos, consequência de sua estreia antecipada, preço mais baixo e biblioteca maior de jogos quando comparada ao Super Nintendo na época do lançamento. A fatia de mercado da Nintendo, nos Estados Unidos, caiu de sessenta por cento no final de 1992 para 37 por cento no final do ano seguinte, enquanto a Sega reivindicou 55 por cento de todas as vendas de consoles no decorrer de 1994. Entretanto, o Super Nintendo superou o Genesis em vendas de 1995 a 1997.
A Sega lançou, em 1990, o Game Gear, um console portátil que tinha a intenção de competir com o Game Boy, da Nintendo. O Game Gear foi projetado como uma versão portátil do Master System e incluía uma tela totalmente colorida, diferente da tela monocromática do Game Boy. Entretanto, o console tinha uma vida útil de bateria pequena, falta de jogos originais e pouco suporte da própria Sega, assim não conseguiu superar o Game Boy, tendo vendido aproximadamente onze milhões de unidades. Em dezembro de 1991 foi lançado o Mega-CD, um acessório do Mega Drive que usava tecnologia CD-ROM. Outros elementos incluíam um segundo processador mais rápido, um sistema de memória muito expandido, um segundo chip de som e um chip gráfico, que realizava dimensionamento e rotação similar a títulos para arcade. Foi renomeado para Sega CD na América do Norte e no Brasil e foi lançado em outubro de 1992. Sua estreia na Europa ocorreu em 1993. O Mega-CD vendeu apenas cem mil unidades em seu primeiro ano de vendas no Japão, ficando abaixo das expectativas. A Sega, por outro lado, teve sucesso nos arcades; o novo sistema Sega Model 1 foi instalado, entre 1992 e 1993, em títulos como Virtua Racing e Virtua Fighter, que desempenharam um papel crucial na popularização de gráficos tridimensionais poligonais.
A mídia dos Estados Unidos, em 1993, começou a focar no conteúdo adulto de certos jogos eletrônicos, como por exemplo Night Trap do Sega CD e a versão de Mortal Kombat, da Midway Games, para o Genesis. Isto ocorreu em uma época que a Sega estava capitalizando sua imagem de empresa "atrevida" e com "atitude", e isto reforçou essa imagem. Para lidar com isso, a companhia estabeleceu o Videogame Rating Council (VRC), o primeiro sistema de classificação indicativa de jogos eletrônicos dos Estados Unidos. As indicações iam desde a classificação GA, para conteúdo mais familiar, passando por MA-13, que continham conteúdo mais maduro, até MA-17, que era destinado apenas para adultos. Howard Lincoln, vice-presidente executivo da Nintendo of America, rapidamente destacou em uma audiência do Congresso dos Estados Unidos, ocorrida em dezembro de 1993, que Night Trap não tinha recebido uma classificação indicativa. O senador Joe Lieberman convocou uma nova audiência para fevereiro de 1994 a fim de checar o avanço de um sistema de classificação indicativa para violência em jogos eletrônicos. A Sega propôs uma adotação universal do VRC; a Nintendo e outras companhias tiveram objeções, assim a Sega e outras empresas se juntaram para a criação da Entertainment Software Rating Board (ESRB).

### Saturn e fracassos
A Sega começou a trabalhar em 1992 no Sega Saturn, o sucessor do Mega Drive, porém ele só foi revelado oficialmente para o público em junho de 1994 durante a Tokyo Toy Show. Segundo Scot Bayless, produtor da Sega of America, Nakayama ficou preocupado sobre o lançamento ocidental do Atari Jaguar em 1994 e pelo fato do Saturn só poder ser lançado na América do Norte no ano seguinte. Assim, Nakayama decidiu lançar um outro console no mercado no final de 1994. A Sega então iniciou o desenvolvimento do 32X, um periférico para o Mega Drive que serviria como uma entrada mais barata na era dos 32-bits. O 32X não seria compatível com o Saturn, mas rodaria jogos do Mega Drive. O lançamento do 32X ocorreu em novembro de 1994 na América do Norte, em dezembro no Japão e em janeiro de 1995 nos territórios PAL, a um preço menor que a metade do preço de lançamento do Saturn. O interesse no periférico rapidamente caiu depois do período de final e virada de ano de 1994 e 1995.

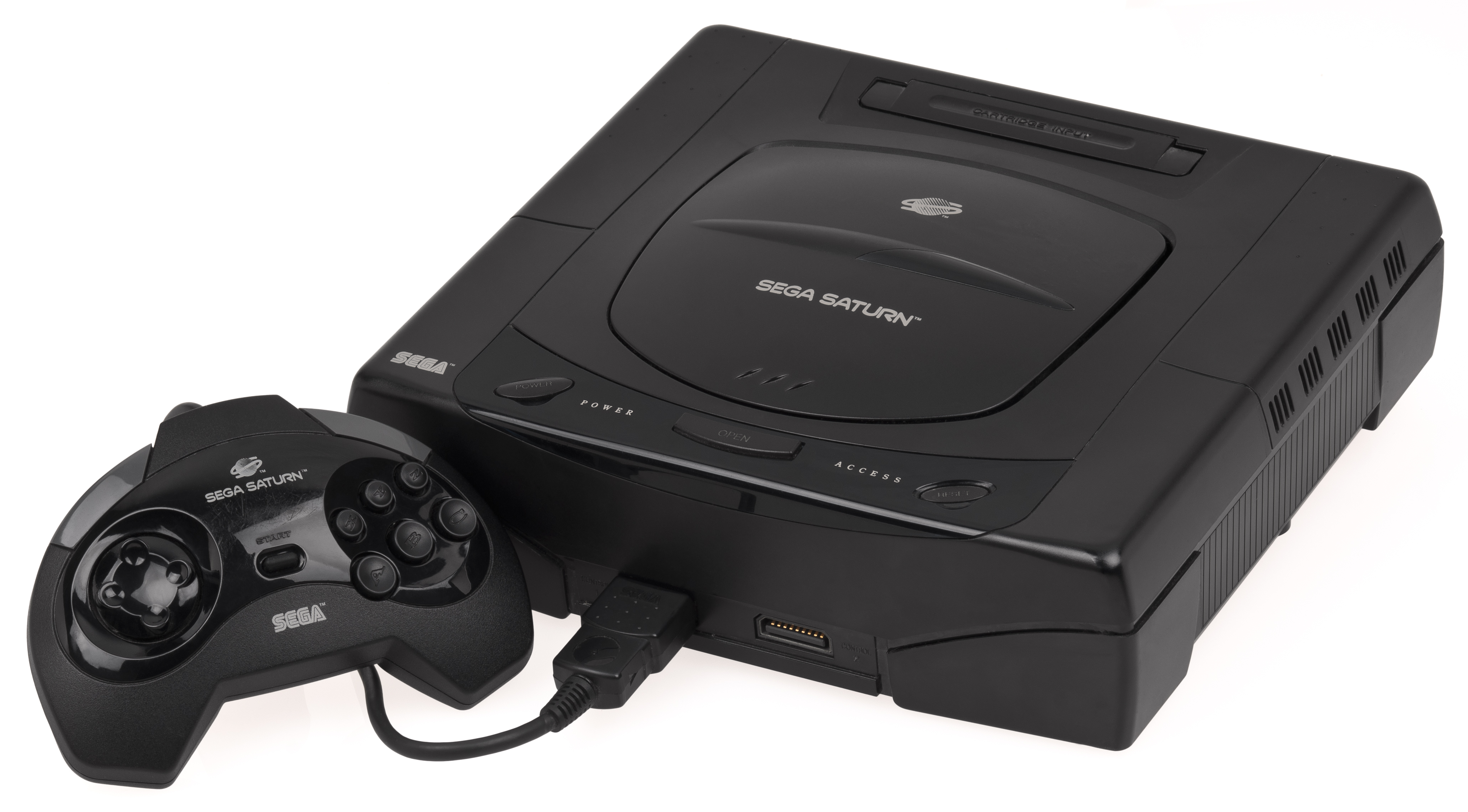
A versão norte-americana do Sega Saturn, lançada em 1995

O Saturn estreou no Japão em novembro de 1994. Virtua Fighter, uma conversão do título de arcade, vendeu em uma taxa de quase um para um com o console e foi crucial para o sucesso inicial do Saturn no Japão. O carregamento inicial de duzentos mil consoles vendeu em apenas um dia, sendo mais popular no mercado japonês que seu competidor PlayStation, da Sony Computer Entertainment. Kalinske anunciou em março de 1995 que o Saturn iria estrear no dia 2 de setembro de 1995 na América do Norte, dia chamado de "Saturnday". A matriz japonesa ordenou um lançamento antecipado para que o console tivesse uma vantagem sobre o PlayStation. Consequentemente, durante a primeira Electronic Entertainment Expo (E3), em 11 de maio de 1995, Kalinske revelou o preço do Saturn e que trinta mil unidades já tinham sido enviadas para a Toys "R" Us, Babbage's, Electronics Boutique e Software Etc. para lançamento imediato. O lançamento europeu também aconteceu antes do anunciado, em 8 de julho, enquanto no Brasil a estreia ocorreu em agosto. O PlayStation foi lançado na América do Norte em 9 de setembro e, em apenas dois dias, vendeu mais unidades que o Saturn havia vendido em cinco meses. O PlayStation conseguiu uma fatia de vinte por cento do mercado dos Estados Unidos em seu primeiro ano. O preço elevado do Saturn, estreia surpresa que causou problemas com distribuidores e desenvolvedores externos e dificuldade com gráficos poligonais foram fatores no seu fracasso. A Sega também subestimou a contínua popularidade do Mega Drive, com as vendas de jogos e consoles de 16-bits equivalendo a 65 por cento do mercado em 1995. A Sega conseguiu capturar uma fatia de 43 por cento do mercado norte-americano e vendeu mais de dois milhões de Mega Drives até 1995, porém Kaliske estimou que poderiam ter vendido mais trezentas mil unidades caso estivessem preparados para a demanda.
Outro grande problema veio à tona na Sega of America em 1995. No mercado americano, os grandes varejistas, como Toys "R" Us e Walmart, estocavam hardware e software de jogos. Esses tipos de varejistas comprariam uma grande quantidade de estoque no início. No entanto, se eles não vendessem o estoque dentro de um determinado período, eles devolviam tudo. Os lucros divulgados pela SOA em 1993, por exemplo, foram todos eliminados porque ela teve de sofrer perdas extraordinárias com produtos devolvidas mais tarde. Com o Genesis, todas essas perdas começaram a aparecer em 1994, 1995 e 1996. Embora a Sega da América tivesse a reputação de ganhar muito dinheiro, a matriz japonesa descobriu que os lucros estavam superestimados e exigiu que a Sega da América reduzisse o tamanho da empresa.
Foi dado a Tom Kalinske o prazo de um ano para reestruturar a empresa. Passado um ano, em 1996, a reestruturação não tinha avançado e Tom Kalinske foi convidado a renunciar. Shoichiro Irimajiri foi anunciado e nomeado, em julho de 1996, como o novo presidente e diretor executivo da Sega of America, com Kalinske deixando a empresa em setembro. Irimajiri era um ex-executivo da Honda e estava envolvido com a Sega of America desde que entrou na companhia três anos antes. Também foi anunciado que Rosen e Nakayama tinham renunciado de suas posições executivas na Sega of America, porém ambos permaneceram na Sega matriz. Bernie Stolar, um ex-executivo da Sony Computer Entertainment of America, tornou-se o novo vice-presidente executivo da Sega of America, encarregado do desenvolvimento de produtos e relações com parceiros externos. Stolar não gostava do Saturn, pois acreditava que o console fora mal projetado. Ele afirmou na E3 de 1997 que "o Saturn não é nosso futuro", porém continuou a enfatizar a qualidade de seus jogos, posteriormente refletindo que "tentamos encerrá-lo de forma mais limpa possível para o consumidor". Stolar, na época que estava com a Sony, tinha sido contra a localização de certos jogos japoneses que ele achava que não representavam bem o PlayStation na América do Norte. Ele defendeu uma política similar para o Saturn, mas depois procurou se distanciar dessa posição. Outras mudanças incluíram uma imagem mais branda para a publicidade, incluindo a remoção do grito de "Sega!" da vinheta de abertura da empresa e a realização de eventos de imprensa para a indústria da educação.
A Sega firmou, em meados da década de 1990, uma parceria com a General Electric para desenvolvimento da placa de sistema de arcades Model 2, partindo da tecnologia tridimensional que estava disponível na indústria de arcades da época. Isto levou a criação de títulos de arcades bem sucedidos, como Daytona USA, que estreou de forma limitada em 1993 antes de receber um lançamento mundial no ano seguinte. Outros jogos populares do período incluem Virtua Cop e Virtua Fighter 2. Além do Saturn, a Sega também se aventurou no mercado de computadores pessoais com o estabelecimento da SegaSoft, em 1995, que foi encarregada de criar títulos originais para o Saturn e computadores. A empresa, a partir de 1996, também operou parque temáticos no Japão, os chamados Joypolis, e no exterior, com arcades da marca SegaWorld no Reino Unido e Austrália. Entre 1994 e 1999, a Sega participou do mercado de pinballs, quando comprou a divisão de pinballs da Data East.
Em janeiro de 1997, a Sega anunciou sua intenção de se fundir com a fabricante de brinquedos japonesa Bandai. A fusão foi planejada como uma troca de ações no valor de um bilhão de dólares em que a Sega compraria completamente a Bandai, formando uma nova companhia chamada Sega Bandai Ltd.. O acordo seria finalizado em outubro, porém foi rompido em maio depois de grande oposição de executivos da Bandai. Esta, em vez disso, concordou com uma aliança de negócios com a Sega. Nakayama renunciou da presidência da empresa em janeiro de 1998 em favor de Irimajiri, resultado da situação financeira cada vez pior da Sega. Sua renúncia pode também ter sido um resultado do fracasso da fusão, além da performance da empresa no ano de 1997. Stolar tornou-se o novo diretor executivo e presidente da Sega of America.
O Saturn não conseguiu subir no mercado. Suas vendas caíram rapidamente depois do lançamento do Nintendo 64 em 1996, enquanto o PlayStation superou o Saturn em vendas em uma taxa de três para um em 1997. Os cinco anos seguintes viram receitas cada vez menores, com a Sega registrando em março de 1999 sua primeira perda financeira desde que entrou na Bolsa de Valores de Tóquio em 1988, como empresa-mãe e corporação como um todo. A companhia encerrou a produção do Saturn na América do Norte, logo depois de anunciar as perdas, em preparação para o lançamento de seu sucessor, o Dreamcast. Essa decisão deixou o mercado ocidental sem jogos da Sega por mais de um ano. O Saturn durou mais no Japão e na Europa, com Irimajiri afirmando que o desenvolvimento do Saturn terminaria ao final de 1998, enquanto jogos continuariam a ser produzidos até meados de 1999. A Sega sofreu uma nova perda líquida de 42,8 bilhões de ienes em março de 1999 e anunciou a intenção de demitir mil funcionários, quase um quarto de sua força de trabalho. O console vendeu apenas 9,26 milhões de unidades no total, sendo considerado um fracasso comercial. As divisões de arcade também tiveram dificuldades no final da década, parcialmente pela queda do mercado causada pela competição dos consoles domésticos.

### Mais dificuldades

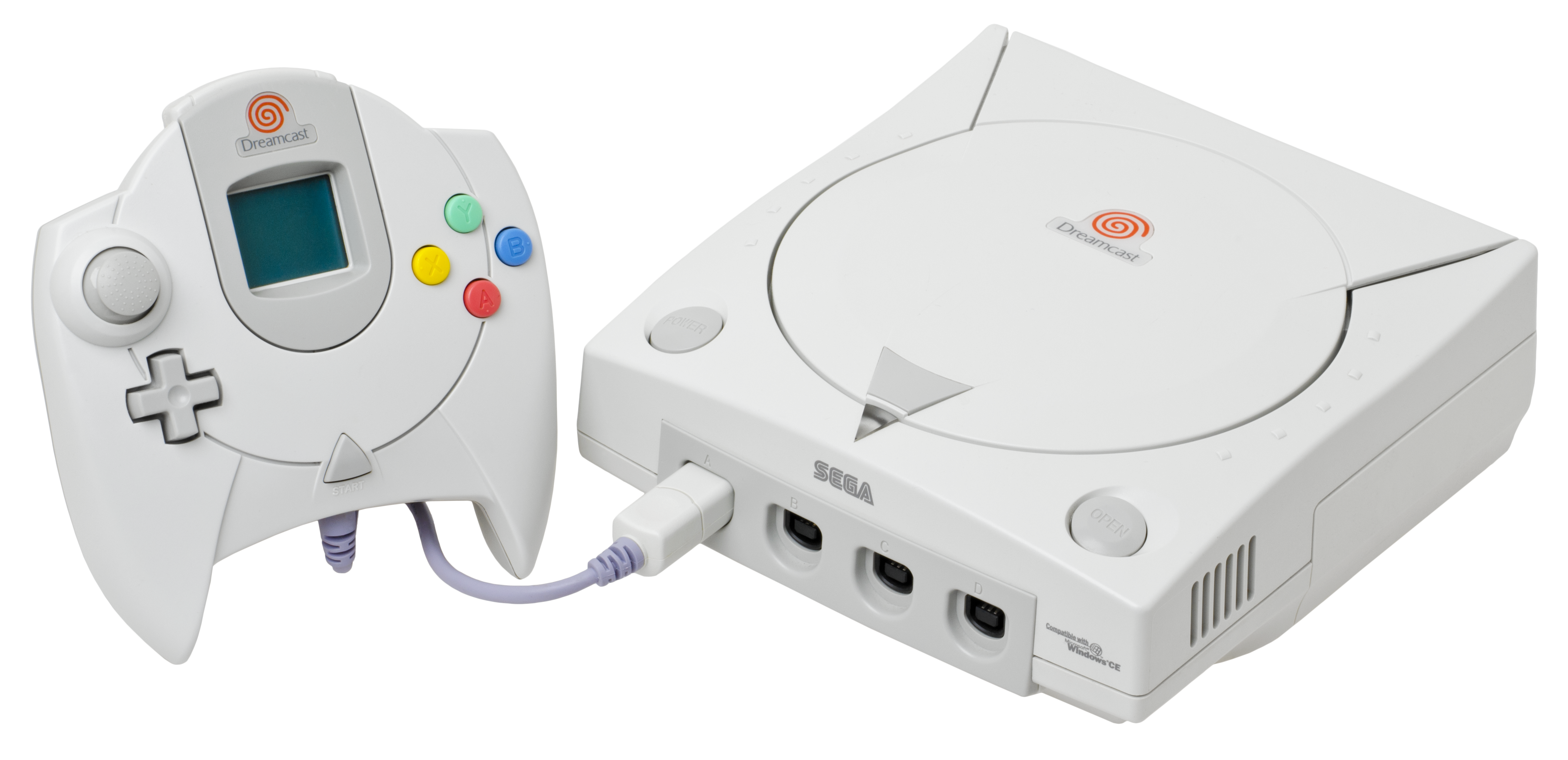
O Dreamcast, lançado em 1998

A Sega, apesar de uma queda de 75 por cento de seus lucros antes do lançamento japonês do Dreamcast, estava confiante sobre seu novo sistema. O console atraiu grande interesse e houve muitas pré-vendas. A empresa anunciou que Sonic Adventure, seu próximo jogo eletrônico estrelado por seu mascote Sonic, seria um dos títulos de lançamento do Dreamcast. Ele foi divulgado com uma grande demonstração pública no Fórum Internacional de Tóquio. A companhia não conseguiu enviar consoles suficientes para a estreia japonesa do Dreamcast devido a uma alta taxa de falhas no processo de produção. A Sega interrompeu as pré-vendas no Japão já que metade de seu estoque já tinha sido comprado na pré-venda. Antes da estreia, foi anunciado o sistema de arcade New Arcade Operation Machine Idea (NAOMI), que servia como alternativa mais barata para a Sega Model 3. A NAOMI compartilhava tecnologia com o Dreamcast, permitindo conversões praticamente idênticas dos títulos de arcade.
O Dreamcast estreou no Japão em novembro de 1998. Todo o estoque de 150 mil consoles foi vendido no dia. Irimajiri estimou que outras duzentos ou trezentos mil poderiam ter sido vendidos caso houvesse um estoque suficiente. Ele esperava poder vender um milhão de Dreamcasts no Japão até fevereiro, porém menos de novecentos mil foram vendidos. Estes números minaram as tentativas da Sega de construir uma base instalada grande o bastante a fim de garantir a sobrevivência do Dreamcast depois da chegada de seus competidores. A Sega reduziu o preço do console no Japão antes da estreia ocidental, eliminando sua margem de lucro mas aumentando o número de vendas.
A Sega of America confirmou em agosto de 1999 a demissão de Stolar. Peter Moore, quem Stolar tinha contratado apenas seis meses antes, ficou encarregado do lançamento na América do Norte. O Dreamcast foi lançado em setembro de 1999, com dezoito jogos. A Sega estabeleceu um recorde ao vender 225,1 mil unidades em 24 horas, conquistando 98,4 milhões de dólares naquilo que Moore chamou de "as maiores 24 horas da história do entretenimento de varejo". As vendas do Dreamcast nos Estados Unidos superaram quinhentas mil em duas semanas. Um milhão de Dreamcasts já tinham sido vendidos até novembro. A Sega tinha uma fatia de 31 por cento do mercado norte-americano até o natal. Mesmo assim, a estreia foi manchada por um problema em uma das fábricas da Sega, que produziu um GD-ROM defeituoso em que dados não eram propriamente impressos no disco. O lançamento europeu do console ocorreu em outubro de 1999. Quinhentas mil unidades foram vendidas na Europa até o natal, porém as vendas depois diminuíram, com apenas um milhão de Dreamcasts vendidos até outubro do ano seguinte.
Apesar do lançamento do Dreamcast ter sido um sucesso, o PlayStation ainda mantinha uma fatia de sessenta por cento do mercado norte-americano no final de 1999. Em março, a Sony revelou os primeiros detalhes de seu console da nova geração, o PlayStation 2. No mesmo ano, a Nintendo anunciou que seu próximo console, o GameCube, equivaleria ou excederia qualquer coisa no mercado, enquanto a Microsoft começou o desenvolvimento de um console próprio, o Xbox. O momento inicial da Sega foi temporário, com as vendas do Dreamcast, que chegaram a 1,5 milhão no final de 1999, começando a cair em janeiro de 2000. Vendas ruins no Japão contribuíram para uma perda de 404 milhões de dólares da Sega para 2000. Isto seguiu uma perda similar no ano anterior, marcando o terceiro ano consecutivo da perdas financeiras. As vendas gerais da Sega subiram 27,4 por cento, com as vendas do console na América do Norte e Europa excedendo as expectativas. Entretanto, isto coincidiu com uma queda de rentabilidade devido aos investimentos realizados para o lançamento do Dreamcast nos mercados ocidentais, além de vendas baixas de jogos no Japão. Ao mesmo tempo, condições cada vez piores reduziram a rentabilidade dos negócios de arcade da Sega, fazendo com que ela fechasse 246 locais.
Moore afirmou que o Dreamcast precisaria vender cinco milhões de unidades nos Estados Unidos até o final de 2000 para se manter viável, porém apenas três milhões foram vendidos. Além disso, a Sega tentou impulsionar as vendas por meio de reduções de preços e descontos que causaram perdas financeiras cada vez maiores. A empresa relatou em março de 2001 uma perda líquida de 417,5 bilhões de dólares. O lançamento norte-americano do PlayStation 2 em outubro foi manchado pela falta de estoque, porém isto não beneficiou o Dreamcast como esperado, pois muitos compradores decepcionados continuaram a esperar ou compraram um PS One. A Sony e a Nintendo acabaram ficando com cinquenta e 35 por cento da fatia do mercado norte-americano, respectivamente, enquanto a Sega ficou com apenas quinze por cento.

### Produtora terceirizada

Perdas financeiras da Sega de 1998 a 2002

Isao Okawa, presidente da CSK, substituiu Irimajiri como presidente da Sega em maio de 2000. Okawa há muito tempo defendia que a empresa deveria abandonar completamente o ramo de consoles. Outros também compartilhavam essa opinião: Rosen disse que "sempre senti que era um pouco tolice deles limitar seu potencial para o hardware da Sega", enquanto Stolar tinha sugerido que a companhia deveria ter sido vendida para a Microsoft. Moore e Charles Bellfield, executivo da Sega of America, durante uma reunião com executivos japoneses e chefes de estúdios da Sega, em setembro de 2000, recomendaram que a empresa deveria abandonar o negócio de produzir consoles. Em resposta, os chefes de estúdio deixaram a sala. A companhia mudou oficialmente seu nome, em novembro de 2000, de Sega Enterprises para Sega Corporation. Ela afirmou na época que isto tinha a intenção de mostrar seu comprometimento com sua "rede de negócios de entretenimento".
O jornal japonês Nihon Keizai Shinbun relatou, em 23 de janeiro de 2001, que a Sega iria encerrar a produção do Dreamcast e passar a desenvolver jogos eletrônicos para outras plataformas. Depois de uma negação inicial, a empresa emitiu um comunicado de imprensa confirmando que estava considerando lançar seus títulos para o PlayStation 2 e Game Boy Advance como parte de uma "nova política de gerenciamento". A Sega anunciou em 31 de janeiro que iria parar de produzir o Dreamcast depois do fim de março e que estava se reestruturando internamente como uma desenvolvedora terceirizada "agnóstica de plataformas". A companhia também anunciou uma redução de preço do console a fim de eliminar seu estoque não vendido, estimado em abril em 930 mil unidades. Seguiram-se outras reduções de preço para eliminar por completo o inventário restante. O último Dreamcast produzido foi autografado pelos chefes dos nove estúdios internos da Sega, mais os chefes da desenvolvedora de títulos esportivos Visual Concepts e do estúdio de áudio Wave Master, sendo entregue, junto com 55 jogos exclusivos, para a revista GamePro, que realizou uma competição de sorteio para um de seus leitores.
Okawa, que em 1999 emprestou quinhentos milhões de dólares para a Sega, morreu em março de 2001. Ele perdoou as dívidas da empresa pouco antes de morrer e devolveu o equivalente a 695 milhões em ações da Sega e CSK, ajudando a companhia a sobreviver a sua transição para desenvolvedora terceirizada. Ele também tinha conversado com a Microsoft sobre uma possível venda ou fusão com a divisão Xbox. Bill Gates, o fundador da Microsoft, foi contra a aquisição da Sega porque "ele não achava que a Sega tinha músculo suficiente para bloquear a Sony". Quase um terço dos trabalhadores da Sega foi demitida em 2001, parte de uma reestruturação. 2002 foi o quinto ano consecutivo de perdas financeiras para a companhia. Hideki Sato, um veterano de trinta anos da Sega, assumiu a presidência da empresa após a morte de Okawa. A companhia cortou em noventa por cento suas previsões de lucro para 2003 e explorou oportunidades de fusão. A Sega entrou em negociações com a Sammy Corporation, uma produtora de caça-níqueis e pachinkos, e também com a desenvolvedora de jogos eletrônicos Namco. Hajime Satomi, presidente da Sammy, tinha um histórico com a Sega, pois tinha sido pupilo de Okawa e até mesmo recebeu a oferta de se tornar diretor executivo da empresa. A Sega anunciou em 13 de fevereiro que iria se fundir com a Sammy, porém ela continuou em discussões com a Namco até pelo menos 17 de abril, com esta tentando impedir a fusão. A consideração da Sega pela oferta da Namco enfureceu alguns executivos da Sammy. A Namco retirou sua oferta um dia depois da Sega anunciar que não estava mais planejando se fundir com a Sammy. Sato e o diretor de operações Tetsu Kamaya deixaram seus cargos depois disso, com Sato sendo substituído por Hisao Oguchi, que até então era o chefe do estúdio Hitmaker.
A Sega, depois de uma queda global na indústria dos arcades no início do século XXI, apresentou novos conceitos direcionados para o mercado japonês. Derby Owners Club era uma máquina de arcade com cartões de memória para salvar dados, tendo sido projetado para ser finalizado em meia hora. Testes do jogo em um arcade de Chicago mostrou que ele logo se tornou a máquina mais popular do estabelecimento, com 92% das pessoas jogando mais de uma vez. Uma versão para oito jogadores estreou no Japão em 1999, porém ele foi reduzido para quatro jogadores para seu lançamento na América do Norte em 2003. A empresa também criou máquinas de jogos de cartas colecionáveis, como por exemplo World Club Champion Football para um público geral e Mushiking: The King of Beetles para crianças. A companhia também colocou funcionalidades de internet em arcades como Virtua Fighter 4 de 2001, aprimorando o conceito com a ALL.Net, um sistema de rede para títulos de arcade, lançado em 2004.

### Sammy e expansão

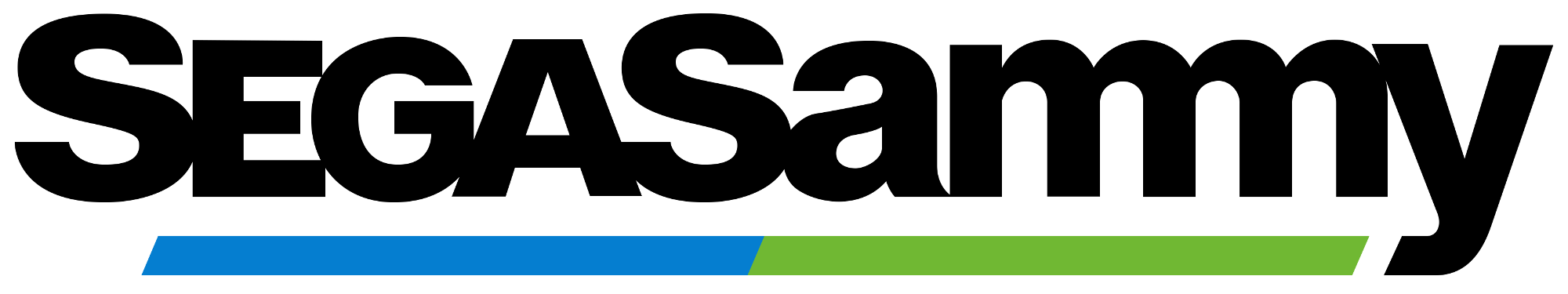
Logo da Sega Samy Holdings, criada depois da compra da Sega pela Sammy Corporation

Em dezembro de 2003, a Sammy comprou 22,4 por cento das ações da Sega que estavam com a CSK, tornando-se assim a maior acionista da Sega. Satomi afirmou que as atividades da Sega seriam focadas em seus negócios mais lucrativos de arcade, em vez do desenvolvimento de títulos para consoles, que davam mais prejuízo. A Sega Sammy Holdings, um conglomerado de entretenimento, foi criada em 2004; a Sega e a Sammy se tornaram subsidiárias da nova empresa, ambas operando independentemente, ao mesmo tempo que seus departamentos executivos foram fundidos. Segundo o primeiro relatório anual da Sega Sammy, a fusão seguiu adiante porque as duas companhias estavam enfrentando dificuldades. Satomi afirmou que a Sega estava operando com perdas financeiras a dez anos, enquanto a Sammy temia estagnação e excesso de confiança em seu altamente lucrativo negócio de caça-níqueis e pachinkos, querendo assim diversificar. A Sammy adquiriu as ações restantes da Sega em maio de 2004, completando a aquisição. A troca de ações ficou entre 1,45 e 1,8 bilhões de dólares. A Sega Sammy Holdings foi estruturada em quatro partes: Negócios com Consumidores (jogos eletrônicos), Negócios de Máquinas de Diversão (jogos de arcade), Negócios de Centros de Diversão (parques temáticos e arcades da Sega) e Negócios de Pachislot e Pachinko (negócios de caça-níqueis da Sammy).
A Sega, no ramo de consoles e portáteis, encontrou sucesso com jogos direcionados ao mercado japonês, como as séries Yakuza e Hatsune Miku: Project DIVA, ao mesmo tempo que distribuía títulos de desenvolvedores japoneses menores e realizava a localização de jogos ocidentais. Seus títulos de maior sucesso nos arcades, como Sangokushi Taisen e Border Break, continuaram a ser baseados nos sistemas de cartas e internet. Vendas de máquinas de arcade renderam lucros maiores do que os jogos para consoles, celulares e computadores de forma anual até o ano fiscal de 2014. A rede de arcades GameWorks foi adquirida pela Sega em 2004 e depois vendida em 2011. A Sega Republic, um parque temático, foi inaugurado em Dubai nos Emirados Árabes Unidos em 2009. No ano seguinte, a Sega começou a fornecer imagens tridimensionais para os concertos holográficos de Hatsune Miku. A Index Corporation foi comprada em 2013 pela Sega Sammy depois de entrar em falência. A Sega implementou uma empresa derivada com a Index depois da compra; os ativos de jogos eletrônicos da Index foram renomeados como Atlus, um subsidiária pertencente totalmente à Sega.
A empresa, devido a uma queda nas vendas mundiais de jogos físicos no início da década de 2010, começou, em julho de 2012, uma série de demissões na Europa e Austrália, com cinco escritórios regionais sendo fechados. Isto tinha a intenção de focar no mercado de jogos digitais, como computadores pessoais e dispositivos móveis. Títulos de sucesso nessas plataformas incluem Phantasy Star Online 2 e Chain Chronicle. Os centros de arcade da Sega foram gradualmente reduzidos, de 450 em 2005 para aproximadamente duzentos em 2015. O primeiro aplicativo lançado pela Sega para o mercado móvel estreou em 2008, uma versão de Super Monkey Ball para dispositivos iOS na iTunes Store. Os títulos no ocidente consistiam em emulações e jogos pague para jogar. Estes foram posteriormente ofuscados por jogos gratuitos, fazendo com que dezenove títulos móveis antigos fossem removidos de circulação em maio de 2015 por questões de qualidade. A companhia começou em 2012 a adquirir estúdios para o desenvolvimento de jogos para celulares, como a Hardlight, Three Rings Design e Demiurge Studios, que tornaram-se subsidiárias.
A Sega estabeleceu firmas operacionais para cada um de seus negócios na década de 2010, com o objetivo de aprimorar suas operações. Ela estabeleceu a Sega Networks em 2012 como uma subsidiária para seus títulos móveis. No mesmo ano, a Sega Entertainment foi estabelecida para as instalações de diversão da Sega. A Sega of America mudou de localização em 2015, deixando São Francisco e indo para a sede a Atlus USA em Irvine na Califórnia. O lucro operacional da Sega aumentou de 2005 a 2015, quando comparado aos problemas financeiros anteriores da empresa, porém ela não foi rentável todos os anos.
| Ano fiscal                       | 2005   | 2006   | 2007   | 2008   | 2009   | 2010   | 2011  | 2012    | 2013  | 2014   | 2015   |
| -------------------------------- | ------ | ------ | ------ | ------ | ------ | ------ | ----- | ------- | ----- | ------ | ------ |
| Vendas de Máquinas de Diversão   | 7 423  | 12 176 | 11 682 | 7 152  | 6 890  | 7 094  | 7 317 | 7 415   | 1 902 | -1 264 | -2 356 |
| Operações de Centros de Diversão | 5 472  | 9 244  | 132    | -9 807 | -7 520 | -1 338 | 342   | 355     | 1 194 | 60     | -946   |
| Negócios de Consumidores         | -8 809 | 9 244  | 1 748  | -5 989 | -941   | 6 332  | 1 969 | -15 182 | -732  | 2 089  | 4 033  |

### Reestruturação
A Sega Corporation, em abril de 2015, foi reorganizada na Sega Group, um de três grupos dentro da Sega Sammy. A Sega Holdings Co., Ltd. foi estabelecida com quatro setores sob seu controle. Haruki Satomi, filho de Hajime Satomi, assumiu no mesmo mês como o novo presidente e diretor executivo da empresa. A Sega Games Co., Ltd. tornou-se o novo nome da Sega Corporation e continuou a cuidar dos jogos eletrônicos para consoles, enquanto a Sega Interactive Co., Ltd. foi fundada para assumir o controle da divisão de arcades. A Sega Networks foi fundida de volta com a Sega Games no mesmo ano. A companhia anunciou durante a Tokyo Game Show de 2016 que tinha adquirido a propriedade intelectual e direitos de desenvolvimento de todos os títulos produzidos e publicados pela antiga Technosoft.
A Sega Sammy anunciou em abril de 2017 que, até janeiro de 2018, iria transferir seus escritórios e subsidiárias domésticas para a região especial de Shinagawa, em Tóquio. Isto tinha a intenção de consolidar em um único lugar funções de chefias espalhadas, incluindo a Sega Sammy Holdings, Sammy Corporation, Sega Holdings, Sega Games, Atlus, Sammy Network e Dartslive. A sede anterior da Sega no distrito especial de Ota foi vendida em 2019. Gary Dale, ex-executivo da Rockstar Games e Take-Two Interactive, substituiu, em junho de 2018, Chris Bergstresser como presidente e diretor de operações da Sega Europe. Dois meses depois, Ian Curran, ex-executivo da THQ e Acclaim Entertainment, tornou-se o novo presidente e diretor de operações da Sega of America, substituindo John Cheng. Vendas ocidentais de jogos da Sega foram favoráveis em 2018, resultado da boa performance de títulos como Yakuza 6: The Song of Life e Persona 5, que foram localizados pela Atlus USA.
Para o ano fiscal de 2018, houve um aumento de 38 por cento nas vendas de jogos para consoles e os negócios para computadores continuaram bem-sucedidos, porém os lucros da Sega caíram setenta por cento em relação ao ano anterior, principalmente por causa do mercado de jogos digitais, que incluem títulos móveis e também Phantasy Star Online 2. Em resposta, a empresa anunciou que seus títulos digitais iriam se focar em propriedades intelectuais já existentes e que também focariase em áreas de possível crescimento, como por exemplo títulos físicos em mercados ocidentais. A companhia culpou as perdas em erros de mercado e o fato de terem muitos jogos em desenvolvimento. Projetos em desenvolvimento na Sega incluíam Yakuza: Like a Dragon, Persona 5 Scramble: The Phantom Strikers, o filme Sonic the Hedgehog e o console Sega Genesis Mini, que estreou em setembro de 2019. Em maio de 2019, a Sega adquiriu o Two Point Studios, responsável por Two Point Hospital.
A Sega Interactive foi fundida de volta com a Sega Games em abril de 2020. A empresa foi renomeada de volta para Sega Corporation, enquanto a Sega Holdings passou a ser chamada de Sega Group Corporation. Segundo a própria empresa, isso foi feito a fim de permitir maior flexibilidade de pesquisa e desenvolvimento. A Sega vendeu a Demiurge Studios em abril de 2020 de volta para seu fundador, Albert Reed. A Demiurge afirmou que continuaria a dar suporte aos títulos móveis da Sega.

## Organização
A sede da Sega fica no distrito especial de Shinagawa em Tóquio, Japão. A empresa também possui escritórios internacionais: a Sega of America em Irvine nos Estados Unidos, a Sega of Europe em Londres no Reino Unido e a Sega Publishing Korea em Seoul na Coreia do Sul, além de outros escritórios em Singapura, Hong Kong, Xangai na China e Taipé em Taiwan. Em outras regiões, a companhia firmou acordos com distribuidores para seus consoles e jogos, como a Tectoy no Brasil. A Sega também tinha escritórios na França, Alemanha, Espanha e Austrália, porém foram fechados e no lugar a empresa fez acordos com distribuidores locais.
As relações entre os escritórios regionais nem sempre foram tranquilas. Segundo Kalinske, alguns conflitos ocorridos durante década de 1990, supostamente, surgiram pela admiração que Nakayama tinha pela Sega of America: "Havia alguns caras nos escritórios executivos que realmente não gostavam que Nakayama, especialmente, parecia favorecer os executivos dos Estados Unidos. Talvez muitos dos executivos japoneses ficaram um pouco invejosos, e acho que uma parte disso influenciou as decisões que eles tomaram". Por outro lado, o autor Steven L. Kent afirmou que Nakayama intimidava os executivos norte-americanos e que ele acreditava que os executivos japoneses eram quem tomavam as melhores decisões. Kent também disse Kalinske, Stolar e Moore não gostavam de se encontrar com os executivos do Japão.

### Subsidiárias

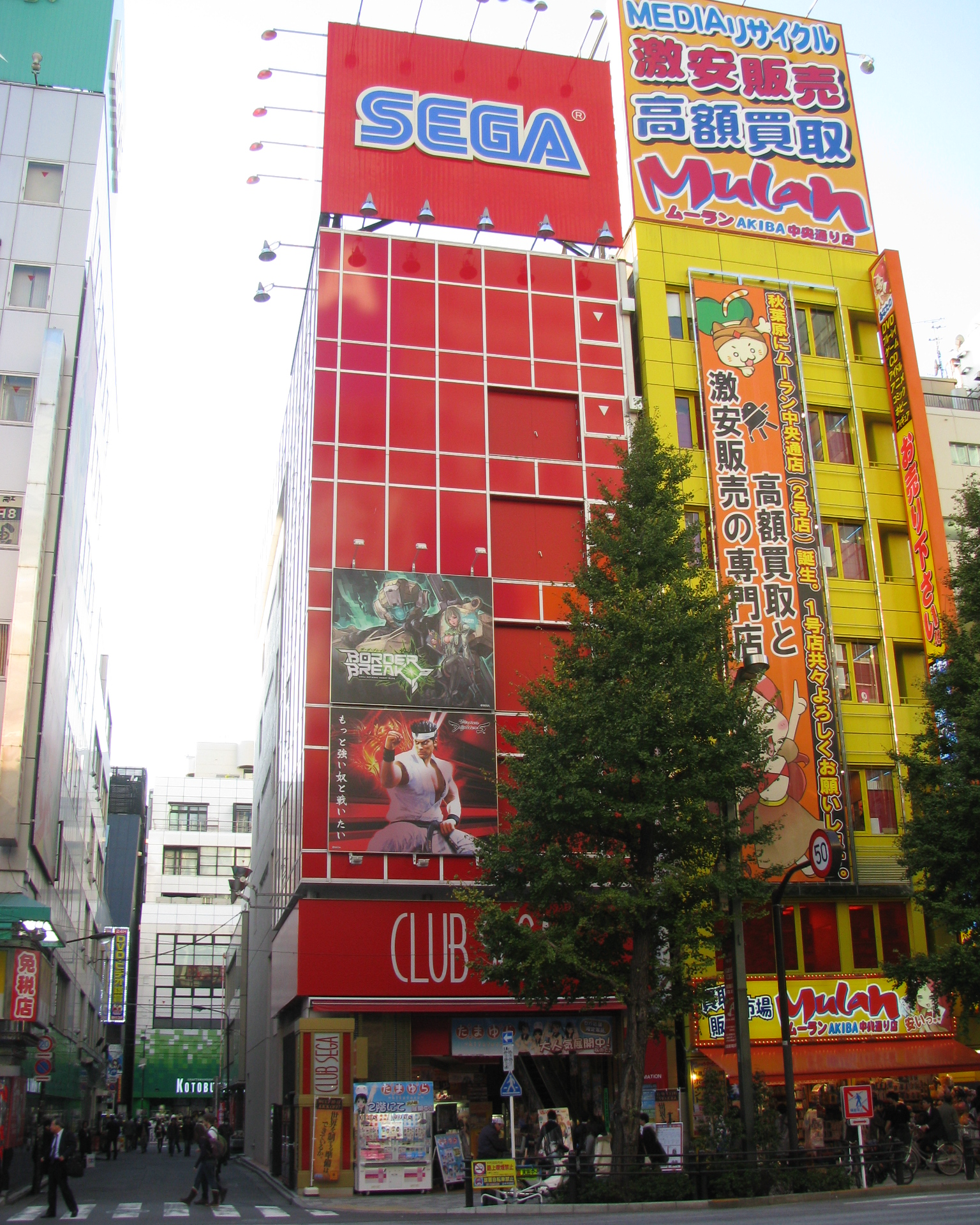
Um Club Sega em Tóquio

Em 2015, foi formada a Sega Group e a Sega Holdings, atual Sega Group Corporation, foi também estabelecida. Sob essa estrutura, a então chamada Sega Games ficou responsável pelo mercado de jogos eletrônicos domésticos e desenvolvimento consumidor, enquanto a Sega Interactive foi formada para gerenciar os negócios de arcade da Sega. As duas foram fundidas em 2020 e renomeadas para Sega Corporation. A empresa inclui a Sega Networks, que é encarregada do desenvolvimento de títulos para celulares. A Sega Corporation desenvolve e publica jogos eletrônicos para os principais consoles e gabinetes de arcades, não tendo expressado interesse em voltar a desenvolver consoles próprios. Segundo Mike Brogan, ex-diretor executivo da Sega Europe, "Não há futuro na venda de hardware. Em qualquer mercado, por meio da competição, o hardware acaba se tornando uma comodity... Se uma companhia precisa vender hardware, então deve ser apenas para alavancar softwares, mesmo se isso significar ter perdas em hardware".
A Sega Toys já criou brinquedos para franquias infantis como Love and Berry: Dress Up and Dance!, Mushiking: The King of Beetles, Lilpri, Bakugan, Jewelpet, Rilu Rilu Fairilu, Dinosaur King e Hero Bank. Produtos lançados no ocidente incluem o planetário doméstico Homestar e o cachorro robótico iDog. O Homestar foi lançado em 2005 e já foi atualizado várias vezes. Flux, seu modelo mais recente, estreou em 2019. É série é desenvolvida pelo empresário e inventor japonês Takayuki Ohira. A Sega Toys também herdou o console portátil Sega Pico e produz o software Pico. A empresa opera boliches e fliperamas por meio de sua subsidiária Sega Entertainment. A Sega inaugurou seu primeiro fliperama no Japão em 1970, tendo mantido uma presença no negócio desde então, porém não conseguiu manter sucessos consistentes em outros territórios. Sua subsidiária DartsLive cria jogos eletrônicos de dardos, enquanto a Sega Logistics Service distribui e concerta jogos de arcade. A Sega e a agência publicitária Hakuhodo entraram, em 2015, um empreendimento conjunto, chamado Stories, com o objetivo de criar produtos de entretenimento para cinema e televisão. A Stories possui direitos de licenciamento exclusivos de adaptação das propriedades da Sega, já tendo firmado parcerias com produtores para desenvolver séries baseadas em propriedades como Shinobi, Golden Axe, Virtua Fighter, The House of the Dead e Crazy Taxi.

### Desenvolvedoras
Como publicadora, a Sega lança títulos por meio de suas equipes de pesquisa e desenvolvimento. A franquia Sonic the Hedgehog, especialmente, é mantida pela divisão Sonic Team e é uma das séries mais vendidas da história dos jogos eletrônicos. A Sega também já adquiriu vários estúdios externos que agora são propriedade da empresa, incluindo Amplitude Studios, Atlus, Creative Assembly, Hardlight, Relic Entertainment, Sports Interactive e Two Point Studios.
As equipes de pesquisa e desenvolvimento de jogos eletrônicos da Sega começaram com uma única divisão que operava sob Hisashi Suzuki, o antigo chefe de pesquisa e desenvolvimento da empresa. Ela expandiu-se para três divisões de Desenvolvimento ao Consumidor ao mesmo tempo que o mercado de consoles domésticos ia crescendo. O desenvolvimento de títulos arcade expandiu-se para três equipes depois de outubro de 1983: Sega DD No. 1, 2 e 3. A companhia foi reestruturada algum tempo depois do lançamento de Power Drift em 1988, desta vez como Sega Amusement Machine Research and Development Teams, também chamadas de equipes AM. Cada divisão de arcade era segregada uma da outra, existindo uma rivalidade entre as divisões de arcade e de desenvolvimento ao consumidor. A Sega reestruturou novamente suas equipes de desenvolvimento de consoles e arcades em 2000, agora em nove estúdios semi-autônomos chefiados pelos principais projetistas da empresa. Os estúdios eram: United Game Artists, Smilebit, Hitmaker, Sega Rosso, Sega Wow, Overworks, Amusement Vision, Sega AM2 e Sonic Team. Os estúdios de projeto eram encorajados a experimentar e beneficiaram-se de um processo de aprovação relativamente relaxado. Oguchi, depois de assumir a presidência da companhia em 2003, anunciou sua intenção de consolidar os estúdios. A Sega iniciou o processo de reintegrar suas subsidiárias de volta para dentro da matriz pouco antes da fusão com a Sammy.
A Sega ainda opera estúdios próprios como departamentos para sua divisão de pesquisa e desenvolvimento. O Sonic Team existe como um departamento de pesquisa e desenvolvimento da Sega CS2, enquanto o departamento CS3 já desenvolveu títulos como Phantasy Star Online 2 e a AM2 trabalhou, mais recentemente, em projetos direcionados para celulares, como Soul Reverse Zero. Toshihiro Nagoshi, antigo chefe da Amusement Vision, permanece envolvido em pesquisa e desenvolvimento na capacidade de diretor criativo da Sega, ao mesmo tempo também que trabalha como diretor executivo dos jogos da série Yakuza.

## Legado
A Sega é a produtora de jogos de arcade mais prolífica do mundo, já tendo desenvolvimento, desde 1981, mais de quinhentos títulos, setenta franquias e vinte sistemas de arcade. Ela foi reconhecida pelo Guinness World Records por essas realizações. Martin Robinson da Eurogamer escreveu sobre a divisão de arcades da empresa: "É barulhenta, ampla e com um nítido senso de exibicionismo. Além de tudo isso, tem uma coisa que muitas vezes escapou de seu primo que mora nos consoles: sucesso".
O Mega Drive já foi considerado um dos melhores consoles da história. Jeremy Parish da USGamer o creditou em 2014 por estimular o mercado ao quebrar o quase monopólio que a Nintendo mantinha na época, por ajudar a criar franquias esportivas modernas e popularizar consoles domésticos no Reino Unido. Kalinske achou que a Sega inovou ao desenvolver títulos para um demográfico mais velho e por pioneirizar o conceito de "dia de lançamento" com a estreia simultânea de Sonic the Hedgehog 2 na América do Norte e Europa. A campanha de divulgação do Genesis, realizada pela Sega of America, influenciou consoles posteriores.
O Saturn é bem visto por sua biblioteca, porém foi criticado pela falta de grandes franquias. A revista Edge escreveu que "lealistas fanáticos continuam a remanescer sobre o console que trouxe Burning Rangers, Guardian Heroes, Dragon Force e Panzer Dragoon Saga". A gerência da Sega foi criticada pelo modo que lidaram com o console. Segundo Greg Sewart da 1UP.com: "o Saturn entrará na história como um dos mais conturbados e melhores sistemas da história".
O Dreamcast é lembrado por estar à frente de seu tempo, possuindo vários conceitos e elementos que tornaram-se padrões em consoles posteriores, como por exemplo controle de movimento e funcionalidades online. Seu fracasso foi conectado com um período de transição na indústria de jogos eletrônicos. O autor Duncan Harris escreveu que o fim do Dreamcast "marcou o fim da cultura de jogos de arcade... O console da Sega deu esperanças que as coisas não estavam prestes a mudar para pior, que os princípios de gráficos rápidos, divertidos e atrativos não estavam prestes a afundar no pântano marrom e verde de jogos de guerra realistas". Parish contrastou a diversa biblioteca do Dreamcast com o "sufocador sentimento de conservadorismo" que permeou a indústria pela década seguinte.
Damien McFerran da Eurogamer escreveu que as decisões da Sega no final da década de 1990 foram "um trágico espetáculo de super-confiança e práticas de negócios lamentavelmente equivocadas". Travis Fahs da IGN comentou que, desde a tomada da Sammy, a Sega desenvolveu menos jogos, os terceirizou para estúdios ocidentais e que suas operações de arcade foram reduzidas significativamente. Mesmo assim, ele afirmou que a "Sega foi uma das desenvolvedoras mais ativas, criativas e produtivas que a indústria já viu, e nada do que pode acontecer com seu nome irá mudar isso". Haruki Satomi disse à revista Famitsu em 2015 que, em anos anteriores, a empresa tinha "traído" a confiança de fãs mais antigos e que ele esperava pode restabelecer a marca da Sega. Hiroyuki Miyazaki, gerente executivo da empresa, durante a divulgação do Sega Genesis Mini, refletiu sobre a história da Sega, dizendo que "Eu acho que a Sega nunca foi a campeã, no topo da companhias de jogos eletrônicos, porém eu acho que muitas pessoas amam a Sega por causa da imagem de azarão". Horowitz, em seu livro The Sega Arcade Revolution, conectou o declínio da empresa nos arcades pós-1995 com uma mudança na indústria, argumentando que seus problemas mais sérios vieram da perda de talentos criativos, especialmente Yuji Naka e Yu Suzuki, depois da compra da Sammy, porém concluiu ao afirmar que "no momento em que escrevo isto, a Sega está em sua melhor situação financeira em duas décadas. A companhia sobreviveu".